# ماتیوش
ماتیوش (به مجاری:  Mátyus) یک منطقهٔ مسکونی در مجارستان است که در سابولچ-ساتمار-برگ واقع شده‌است. ماتیوش ۱۱٫۰۳ کیلومتر مربع مساحت و ۲۶۶ نفر جمعیت دارد.